# Patchway
Patchway est une ville et une paroisse civile du Gloucestershire, en Angleterre. Elle est située dans le sud-ouest du comté, à une dizaine de kilomètres au nord-ouest du centre-ville de Bristol. Au recensement de 2011, la paroisse civile de Patchway comptait 10 511 habitants.

## Géographie

### Localisation
Patchway est une ville du Sud-Ouest de l'Angleterre. Elle se trouve dans le sud-ouest du comté cérémoniel du Gloucestershire, à la frontière avec la cité de Bristol. Administrativement, elle relève de l'autorité unitaire du South Gloucestershire.
Patchway se compose de plusieurs zones distinctes. Le village historique de Patchway Estate s'est développé avec la croissance urbaine, d'abord avec le quartier résidentiel de Stoke Lodge (en), à l'est, dans les années 1950 et 1960, et plus récemment avec le quartier mixte de Charlton Hayes (en), au sud. À l'ouest se trouve le grand centre commercial de Cribbs Causeway (en) et au nord, le parc de bureaux d'Aztec West (en).
| Over (en)                | Almondsbury | Almondsbury       |
| Over (en), Catbrain (en) | Patchway    | Bradley Stoke     |
| Catbrain (en)            | Filton      | Little Stoke (en) |

### Transports
L'autoroute M5, qui traverse tout le sud-ouest de l'Angleterre entre Birmingham et Exeter, passe juste au nord de Patchway. La ville est traversée par la route A38 (en), qui relie Bodmin (Cornouailles) à Mansfield (Nottinghamshire) en suivant un tracé globalement parallèle à celui de la M5.
La gare de Patchway (en) ouvre ses portes en 1863. Située sur la South Wales Main Line, elle est desservie par les trains de la Great Western Railway.

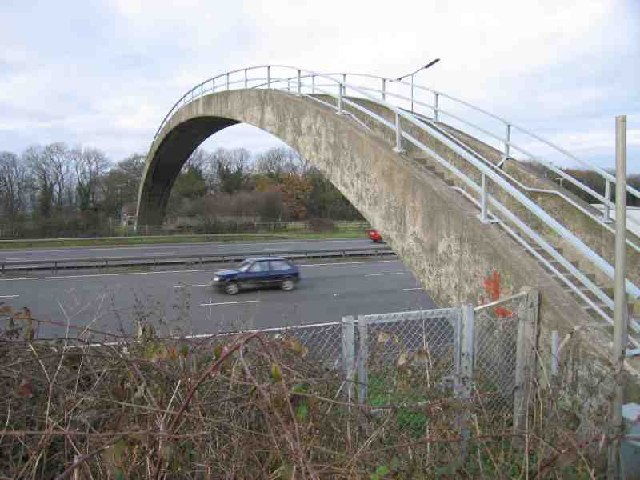
Une passerelle au-dessus de l'autoroute M5.
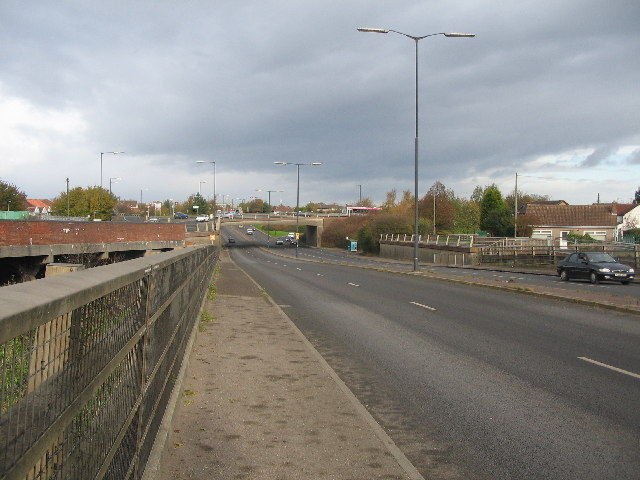
La route A38 (en).
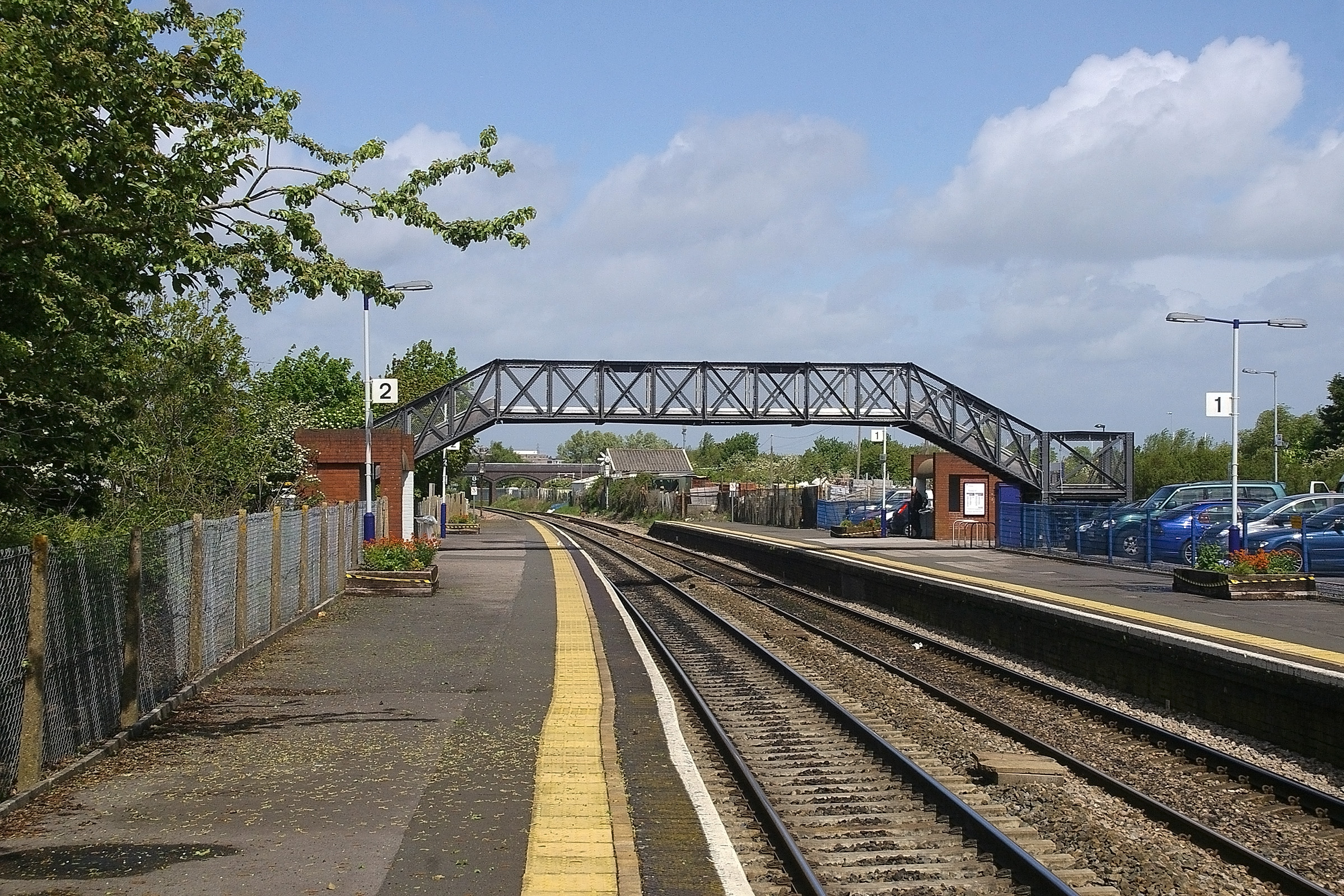
La gare de Patchway (en).

## Toponymie
Le nom Patchway est d'origine vieil-anglaise. Il fait référence à un pré clôturé (haga) appartenant à un individu nommé Pēot. Il est attesté pour la première fois en 1276 sous la forme Petshagh.

## Histoire

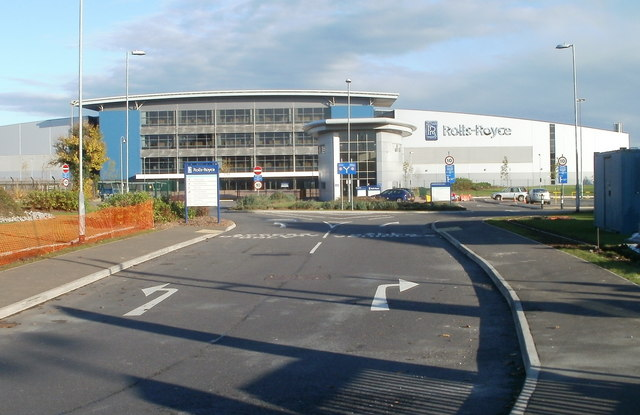
L'entrée de l'usine Rolls-Royce de Patchway en 2010

Le développement de Patchway au XXe siècle est étroitement lié à celui de l'industrie aéronautique britannique. L'aéroport de Bristol Filton (en) est situé juste à l'ouest de la ville, à mi-chemin de la ville de Filton. La Bristol Aeroplane Company y possède des usines à partir des années 1920. D'autres grandes entreprises aéronautiques restent les principaux employeurs de Patchway au début du XXIe siècle : Rolls-Royce, BAE Systems et Airbus UK.
Jusqu'en 1953, Patchway appartient à la paroisse civile d'Almondsbury. Le quartier de Stoke Lodge est détaché de la paroisse civile de Patchway en 2015 pour former la nouvelle paroisse civile de Stoke Lodge and The Common.

## Jumelages
Patchway est jumelée avec :
- Clermont-l'Hérault (France) ;
- Gauting (Allemagne).